# Шуриён
Шуриён (тадж. Шӯриён) — село в районе Рудаки Республики Таджикистан. Входит в состав джамоата (сельской общины) Эсанбой района Рудаки.
Находится на расстоянии 53 км от райцентра (пгт. Сомониён) и 10 км от центра общины (село Эсанбой).
Население — 2249 чел. (2017).